# Vale Real
Vale Real là một đô thị thuộc bang Rio Grande do Sul, Brasil. Đô thị này có diện tích 44,198 km², dân số năm 2007 là 4742 người, mật độ 107,29 người/km².